# 吐瓦魯駐華大使館
吐瓦魯駐華大使館（英語：Embassy of Tuvalu in the Republic of China），又稱吐瓦魯國大使館（Embassy of Tuvalu），是吐瓦魯設置在中華民國臺北市的大使館，位於臺北市天母西路62巷9-1號9樓。兩國自1979年9月建立外交關係，2013年3月設立大使館。